# Chelonus dwibindus
Chelonus dwibindus är en stekelart som beskrevs av Rao och Chalikwar 1971. Chelonus dwibindus ingår i släktet Chelonus och familjen bracksteklar. Inga underarter finns listade i Catalogue of Life.